# Gare de Goffontaine
La gare de Goffontaine est une ancienne halte ferroviaire belge de la ligne 37, de Liège-Guillemins à Hergenrath (frontière) située à Goffontaine, sur le territoire de la commune de Pepinster dans la province de Liège, en Région wallonne.
Elle est mise en service en 1887 et ferme le 3 juin 1984 dans le cadre du plan IC-IR.

## Situation ferroviaire
Établie à 123 m d'altitude, la gare de Goffontaine se trouvait au point kilométrique (PK) 17.8 de la ligne 37, de Liège-Guillemins à Hergenrath (frontière allemande) entre la gare de Nessonvaux (ouverte) et la halte de Cornesse (fermée).

## Histoire
La section de Chaudfontaine à Verviers de la ligne de l'Est (reliant Malines à la frontière de Prusse) est mise en service le 17 juillet 1843. En 1864, alors que les gares les plus proches sont celles de Nessonvaux et Pepinster, et que l'état des routes menant à Goffontaine complique l'acheminement des marchandises, les patrons de deux industries locales réclament l'ouverture d'une halte pour voyageurs et marchandises afin d'y réceptionner les produits nécessaires à leurs activités. Il faudra néanmoins attendre le 1er avril 1887 pour qu'une halte administrée depuis Pepinster soit mise en service (la même année que plusieurs haltes et points d'arrêt sur cette ligne).
Un bâtiment de halte correspondant au premier type, dit plan type 1888, a été construit ; contrairement aux autres bâtiments de ce modèle, il n'a jamais été agrandi, conservant un étage de deux travées et des ailes basses fort courtes. Au milieu du XXe siècle, ce bâtiment sert de logement aux ouvriers de la voie tandis que la vente des tickets et la salle d'attente ont pris place dans une loge en béton, guère plus grande qu'un abri de quai. Le poste de block no 59 se trouvait dans une cabine de signalisation, également en panneaux de béton ; cette structure et l'ancien bâtiment de la halte ont été démolis à l'occasion de l'électrification de la ligne 37 en 1965.
Une photographie du train inaugural montre le point d'arrêt désormais dépourvu de bâtiments en dehors des deux abris des voyageurs ; un parking se trouve sur la bande de terre comprise entre le lit de la Vesdre et le virage de la route nationale.
Ce point d'arrêt, trop peu fréquenté, est inclus en 1982 dans la liste des gares dont la fermeture totale est prévue à cours terme. Il ferme le 3 juin 1984 lors de l'entrée en vigueur du plan IC-IR .